# Akvsenti Giorgadze

a Compétitions nationales et continentales officielles uniquement.

b Matchs officiels uniquement.
Dernière mise à jour le 19 novembre 2013.
Akvsenti Giorgadze (en géorgien : აქვსენტი გიორგაძე), né le 4 juin 1976 à Koutaïssi (Union soviétique), est un joueur de rugby à XV, qui joue en équipe de Géorgie, évoluant au poste de talonneur.
Il est ensuite entraîneur, spécialiste du secteur de la touche, au sein du Stade rochelais de 2015 à 2020 après l'avoir été auprès de l'équipe de France, Colomiers et du Stade toulousain.

## Carrière

### En club
Akvsenti Giorgadze arrive Stade toulousain en cours de saison 2011-2012, en tant que joker médical du Sud-Africain Gary Botha. Cependant, il se blesse rapidement et ne joue finalement que très peu. Après une saison, il rejoint l'AS Tournefueille en Fédérale 2.

### En équipe nationale
Il a eu sa première cape internationale le 12 avril 1996 contre l'équipe de République tchèque.

### Reconversion
Après sa carrière de joueur, il devient entraîneur spécifique dans le secteur de la touche et intervient auprès de plusieurs équipes. De 2012 à 2015, il est l'entraîneur chargé du suivi et de la technique individuelle des talonneurs du XV de France,. Il intervient également auprès du Stade rochelais, du Stade toulousain et de l'US Colomiers.
En 2015, il s'engage avec La Rochelle en tant qu'entraîneur à plein temps, affecté au secteur de la touche, pour deux ans et quitte donc les autres clubs où il intervenait. En novembre 2017, le Stade rochelais prolonge son contrat, il est ainsi engagé avec le club jusqu'en 2022. Il quitte finalement le club à l'issue de la saison 2019-2020. De 2021 à 2023, il est entraîneur de la mêlée des Sharks de Durban. En 2022, Yannick Bru qu'il l'a côtoyé auprès du XV de France le rejoint en Afrique du Sud. L'année suivante, Bru est nommé manager de l'Union Bordeaux Bègles en Top 14 et choisit Akvsenti Giorgadze comme entraîneur des avants.

## Statistiques

### En équipe nationale
- 62 sélections en équipe de Géorgie (12 essais) entre 1996 et 2011
- Sélections par année : 1 en 1996, 4 en 1998, 2 en 1999, 5 en 2000, 7 en 2001, 7 en 2002, 9 en 2003, 4 en 2005, 7 en 2006, 5 en 2007, 4 en 2009, 4 en 2010 et 3 en 2011
- Participation à la Coupe du monde : 2003 (4 matchs), 2007 (4 matchs, 1 essai) et 2011 (2 matchs)

## Palmarès

### En club
Néant

### En équipe nationale
- Géorgie
  - Vainqueur du Championnat européen des nations en 2008 et 2010

### Distinctions personnelles
- Nuit du rugby 2017 : Meilleur staff d'entraîneur du Top 14 (avec Patrice Collazo et Xavier Garbajosa) pour la saison 2016-2017